# DJ Whoo Kid
DJ Whoo Kid, pseudonimo di Yves Mondesir (Brooklyn, 12 ottobre 1975), è un disc jockey statunitense con origini haitiane, tuttora sotto contratto con la G-Unit Records e con l'etichetta sottostante, Shadyville Entertainment; inoltre è il conduttore di  The Whoolywood Shuffle su Sirius/XM Radio Shade 45.
Le sue produzioni si distinguono per la presenza della sua tag ( whoooooo kiiiiiidddd).
Ha collezionato due album nella classifica Billboard 200, XXL Presents: Bad Season con Tech N9ne (#118 in 2011) e The Whoodlum Ball con Smith, Hay e Ranna Royce (#156 in 2018).